# 三好市立出合小学校
三好市立出合小学校（みよししりつ であいしょうがっこう）は、徳島県三好市池田町大利大西15番地にあった公立小学校。
児童数の減少などの理由で2005年3月31日をもって休校し、2013年3月31日に廃校。

## 基礎データ
全校生徒数
- 517人（1945年度（昭和20年）当時）[1]
- 13人（2001年度（平成13年度）当時）
- 9人（2002年度（平成14年度）当時）
- 9人（2003年度（平成15年度）当時）
- 7人（2004年度（平成16年度）当時）

全卒業生数　
- ○人

## 沿革
- 1929年（昭和4年）6月 - 三縄村立石内尋常小学校と三縄村立松尾尋常小学校を合併し三縄村出合尋常小学校を創立。[1]
- 1932年（昭和7年）8月 - 三好郡出合尋常小学校と改称。
- 1941年（昭和16年）4月1日 - 三好郡三縄村出合国民学校と改称。
- 1947年（昭和22年）4月1日 - 学制改革により、三好郡三縄村出合小学校と改称。
- 1959年（昭和34年）4月1日 - 町村合併により、三好郡池田町出合小学校と改称。
- 1982年（昭和57年）3月31日 - 風呂分校廃校。
- 2005年（平成17年）3月31日 - 休校。[1]
- 2006年（平成18年）3月1日 - 町村合併により、三好市立出合小学校となる。
- 2013年（平成25年）3月31日 - 廃校。
- 2014年（平成26年）
  - 8月12日 - 出合小学校復活祭を開催。
  - 10月10日 - ハレとケデザイン舎事務所、カフェ「ハレとケ珈琲」（1階旧ランチルーム）、キッズスペース（旧図書室）がオープンした。
- 2015年（平成27年）
  - 12月 - 宿泊施設「ハレとケデザインホステル」（2階旧教室（約48平方m）2部屋）、バー「音楽室」（旧職員室（約40平方m））がオープンした[2]。

## 校歌

### 旧校歌
尋常小学校時代
- 作詞: 不明
- 作曲: 不明

### 現校歌
- 作詞: 河下忠信
- 作曲: 近藤良三

## 学校行事
| - 4月 1学期始業式、入学式 - 5月 修学旅行 - 6月 プール開き | - 7月 1学期終業式 - 8月 - 9月 2学期始業式、敬老会、運動会 | - 10月 - 11月 - 12月 学習発表会、1学期終業式 | - 1月 3学期始業式 - 2月 スキー体験学習 - 3月 卒業式、修了式 |

## 通学区域
- 三好市
  - 池田町

## 統合先小学校
- 三好市立池田小学校

## 進学先中学校
- 三好市立池田中学校
- 三好市立池田第一中学校（2009年（平成21年）廃校）

## 交通
最寄駅
- JR土讃線祖谷口駅